# Anonymous Rex
Anonymous Rex es una película de ciencia ficción del año 2004 dirigida por Julian Jarrold y protagonizada por Sam Trammell y Daniel Baldwin. La película fue producida como un "piloto de puerta trasera" para una serie de televisión no producida del mismo nombre. Se basa en la novela Casual Rex, la precuela de 2002 del Anonymous Rex de 2000 de Eric García. Fue transmitida por Sci Fi Channel.

## Argumento
En una línea de tiempo alternativa, los dinosaurios han logrado sobrevivir al Evento de Extinción KT y ahora viven entre humanos usando disfraces. Vincent Rubio es un investigador privado Velociraptor junto con su socio, Ernie Watson, un Triceratops.
Cuando el hermano de la exnovia de Ernie es encontrado muerto, el incidente se descarta como un suicidio. Sin embargo, no cree que su hermano se suicidaría y le pide a Ernie que investigue ("gratis", observa Vincent). Cuando la pareja investiga la escena del crimen, Vincent nota el olor de otro dinosaurio en el alféizar de la ventana, concluyendo que no fue un suicidio.
En el funeral, Vincent habla con un hombre vestido con un extraño traje que pertenece al culto al que se había unido previamente el difunto, "La Voz del Progreso". Finge estar interesado en sus ideales y consigue que él y Ernie sean invitados a una reunión. Durante el funeral, Vincent detecta el mismo olor del dormitorio de la víctima, lo que indica que el asesino está cerca.
Vincent y Ernie van a la reunión del culto, donde se les cuenta los ideales y la historia de la Voz del Progreso: La Voz del Progreso se revela como el título de su líder y una colección de dinosaurios que creen que el uso prolongado de disfraces les ha robado la comunidad de dinosaurios de su identidad única. El culto también cree que los humanos han hecho que los dinosaurios se vean a sí mismos como monstruos y que los humanos sean normales. Mientras que Ernie parece indiferente a los ideales del culto, Vincent está profundamente afectado por las creencias del culto.
A medida que continúa su investigación, Vincent y Ernie se dan cuenta de que un hombre del culto está planeando una revolución de dinosaurios al convertir a los miembros del culto en dinosaurios salvajes y violentos y soltarlos sobre los humanos. El conflicto resultante obligará a ambos lados a enfrentarse y permitirá que los dinosaurios se revelen. Aunque Vincent simpatiza un poco con el culto, no está de acuerdo con la idea de una revolución violenta (sabiendo que podría terminar en un desastre para ambos lados), dejándolo sin saber de qué lado está.

## Reparto
- Sam Trammell como Vincent Rubio.
- Daniel Baldwin como Ernie Watson.
- Stephanie Lemelin como Gabrielle Watson.
- Alan van Sprang como Raal.
- Tamara Gorski como Circe.
- Isaac Hayes como Hombre Elegante.
- Faye Dunaway como Shin.
- Lori Anne Alter como Louise
- Eric Johnson como Rhys.
- Chad Camilleri como Crab Dude.
- Terra Vnesa como Novia Joven.

## Dinosaurios Destacados en la Película
- Velociraptor
- Triceratops
- Carnotaurus sastrei
- Brontosaurus
- Stegosaurus
- Tyrannosaurus
- Allosaurus

## Producción
El piloto se produjo originalmente para la red Fox, pero en su lugar fue recogido por Sci-Fi Channel.
- Datos: Q4770039